# Vol Philippine Airlines 434
Le vol Philippine Airlines 434 est un vol international régulier de la compagnie aérienne Philippine Airlines qui reliait l'aéroport international Ninoy Aquino (Manille, Philippines) à l'aéroport international de Narita (Tōkyō, Japon), avec une escale prévue à l'aéroport international de Mactan-Cebu (Cebu, Philippines).
Le 11 décembre 1994, le Boeing 747-200 assurait la deuxième étape de l'itinéraire quand une bombe, constituée de nitroglycérine liquide camouflée dans une bouteille de solution pour lentilles de contact, explosa en cabine. Elle fut posée dans le cadre de la préparation de ce que l'on a appelé l'opération Bojinka par le terroriste Ramzi Yousef — impliqué dans l'attentat du World Trade Center de 1993 — et a explosé, tuant un passager et faisant 10 blessés parmi les 273 passagers et 20 membres d'équipage à bord. Le commandant de bord a réussi à poser l'avion sur l'aéroport de Naha, chef-lieu de la préfecture d'Okinawa, sauvant tous les autres passagers et membres d'équipage.

## Avion et équipage

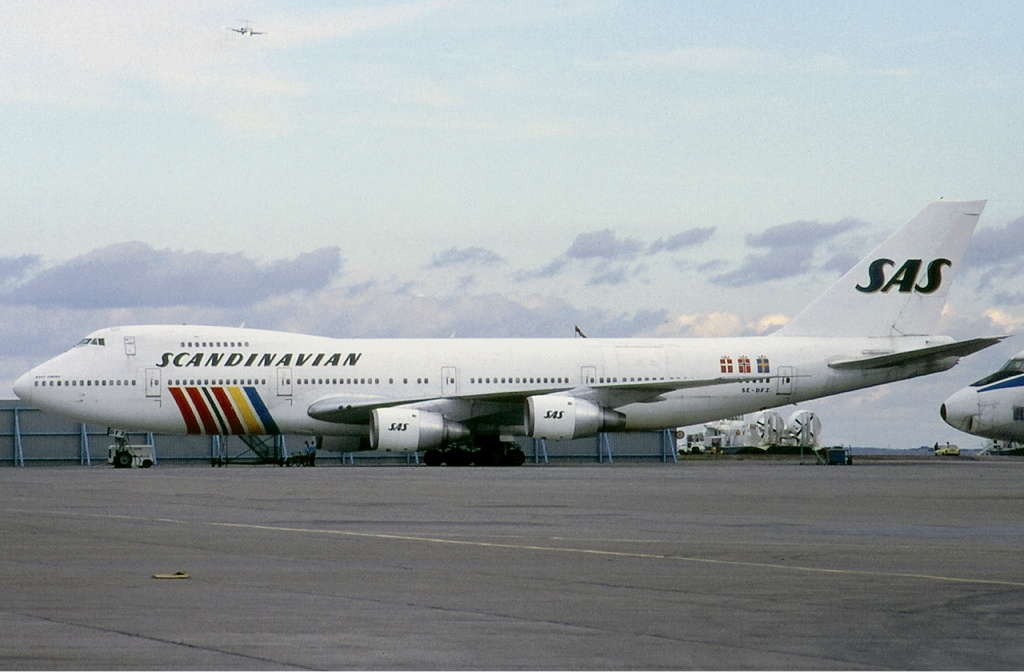
L'appareil impliqué dans l'accident, ici en août 1984, alors qu'il opérait pour Scandinavian Airlines System.

L'appareil opérant le vol 434 était un Boeing 747-283BM Combi (passagers - cargo combiné), âgé de 15 ans et immatriculé EI-BWF (numéro de série 21575). Il a effectué son premier vol le 17 février 1979, et a été livré à Scandinavian Airlines System (SAS) le 2 mars 1979, avec comme immatriculation SE-DFZ. Après plusieurs périodes de location occasionnelles chez Nigeria Airways et Malaysia Airlines entre 1983 et 1988, l'avion a été vendu à Guinness Peat Aviation (en) et a opéré chez Lionair (en) du 1er juillet 1988 jusqu'à sa livraison à Philippine Airlines le 7 septembre de la même année. Il a ensuite été loué à Aerolíneas Argentinas le 9 décembre 1991, puis est revenu en service pour Philippine Airlines à partir du 1er avril 1992.
L'équipage du vol 434 était composé des personnes suivantes :
- Le commandant de bord est Eduardo « Ed » Reyes (58 ans), un pilote vétéran qui a servi dans la Force aérienne philippine de 1958 à 1964 et opère chez Philippine Airlines depuis 1964.
- Le copilote est Jaime Herrera (46 ans), également pilote vétéran qui volait avec Philippine Airlines depuis 1970, et était le pilote non en fonction (PNF) au moment de l'incident.
- Le mécanicien navigant est Dexter Comendador (34 ans), qui, comme le commandant Reyes, était également pilote dans la force aérienne philippine de 1983 à 1992. Il travaille chez Philippine Airlines depuis 1992. Il a été PDG d'AirAsia Philippines de 2016 à 2019.

## Déroulement de l'attentat

### Embarquement
Le 11 décembre 1994 autour 4 h 30 du matin, un homme d'affaires nommé Armaldo Forlani embarque sur le vol 434 de Philippines Airlines, qui relie Manille à Tokyo avec escale à Cebu. Armaldo Forlani (une orthographe incorrecte du nom du dirigeant démocrate-chrétien italien, Arnaldo Forlani) est en fait Ramzi Yousef, un terroriste qui a déjà posé une bombe au World Trade Center, ce qui avait fait 6 morts et 1 004 blessés. Mais cette fois, il veut tester sur ce 747SR si sa bombe à la nitroglycérine camouflée dans un flacon de liquide pour verres de contact et lentilles est efficace. Ramzi Yousef prévoit de lancer l'opération Bojinka, qui consiste à faire sauter 11 avions américains de manière quasi simultanée au-dessus de l'océan Pacifique.
Le vol 434 compte peu de passagers, et les contrôles de sécurité ne sont pas renforcés. Ramzi Yousef porte des bijoux liés à la confession catholique et insère même des préservatifs dans sa trousse de toilette pour brouiller les pistes. Les deux piles électriques nécessaires au déclenchement programmé de l'engin explosif sont cachées dans le creux du talon de ses chaussures (les détecteurs de métaux sont alors opérationnels à partir de 1 centimètre du sol). Sa montre Casio est trafiquée pour servir de détonateur. Les câbles électriques sont camouflés dans son ordinateur.

### Décollage et préparation
L'avion décolle normalement et vole vers le sud-est pour son escale à Cebu. À bord, Ramzi Yousef, assis à la place 35F, assemble le dispositif d'explosion dans les toilettes, puis s'asseoit au siège 26K, à cinq rangées du niveau de réservoir de kérosène, pour enfouir l'engin explosif dans le gilet de sauvetage sous le siège. Puis il descend à Cebu,.
23 passagers descendent et 247 passagers montent dans l'avion pour Tokyo. Une heure après le décollage, le pilote rapporte avoir détecté une forte odeur de fumée, semblable à l'odeur des pétards ou des feux d'artifice, mais sans identifier son origine. Selon le pilote, l'odeur n'a pas subsisté, et n'a donc pas provoqué de mesures de sécurité particulière.

### Explosion et atterrissage

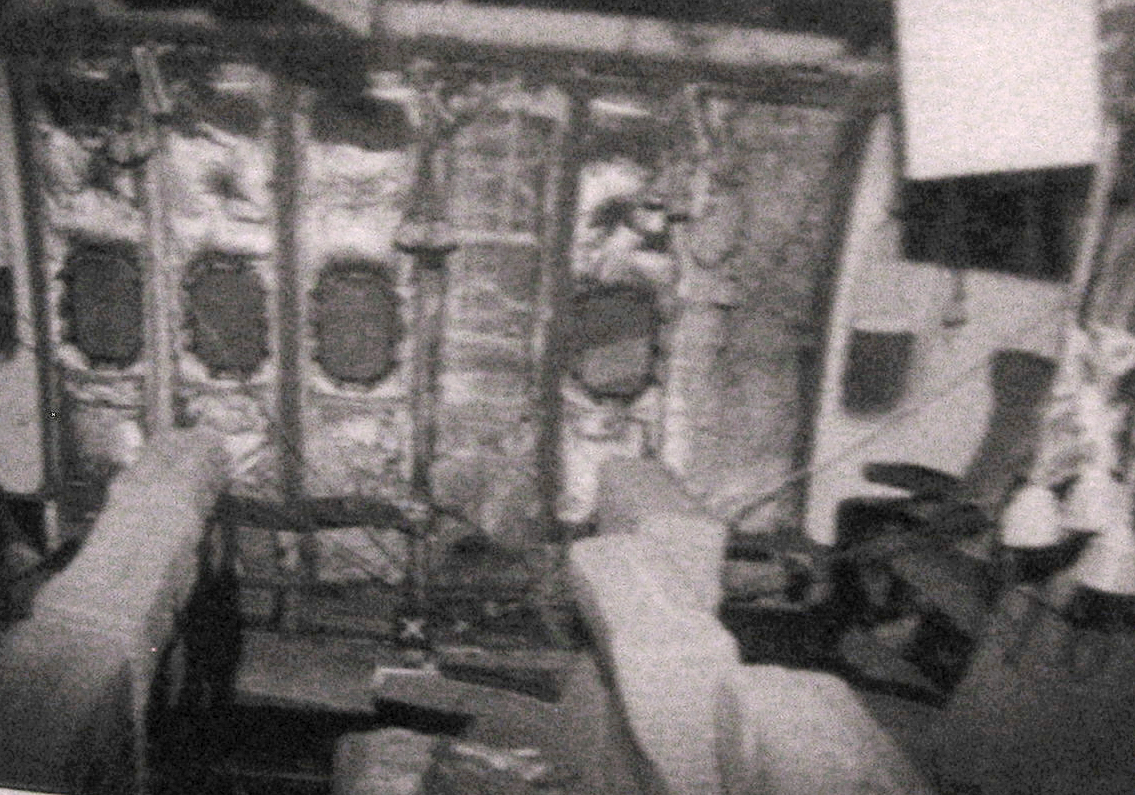
Photo montrant les dégâts dans la cabine, après l'explosion de la bombe.

À 10 h 45, à 10 000 mètres au-dessus de l'île Minaminidaito au Japon, un bruit sourd retentit et une fumée noire se diffuse dans l'avion. La bombe explose, arrache les sièges de la rangée 26 et blesse mortellement Haruki Ikegami (24 ans), le malheureux passager assis au siège 26K. 10 autres personnes sont blessées par l'explosion, dont certaines grièvement. Le revêtement de l'avion n'est pas endommagé, mais les circuits hydrauliques le sont, ce qui empêche le pilote de désenclencher le pilote automatique pendant plusieurs minutes,,.
Haruki Ikegami ne meurt pas sur le coup. La personne devant lui se rappelle entendre un appel à l'aide, et le pilote se rappelle qu'un stewart avait placé un masque à oxygène sur le visage de la victime quelques minutes après l'explosion,.
Quelques minutes (ou quelques heures) après l'explosion, l'attentat est revendiqué par un groupe se nommant Abou Sayyaf via un appel téléphonique.
La panique gagne les passagers, dont un commence à écrire son testament. Mais le commandant de bord Ed Reyes (52 ans), un ancien colonel de la Force aérienne philippine, parvient, malgré la perte des commandes de vol, à poser l'avion au bout de 30 à 45 minutes de manœuvres,. Alors que le pilote a envoyé ses maydays aux contrôleurs de l'air japonais, les autorités militaires américaines basées à Okinawa accaparent instantanément la situation pour accompagner le pilote dans la descente de l'appareil. Un Lockheed SR-71 Blackbird apparait rapidement à proximité de l'avion attaqué, pour lui apporter une assistance dans les airs.

## Enquête et procès

Ramzi Yousef, le principal suspect de l'attentat.

Dans l'avion et le corps de la victime, la police collecte des bouts de plastique noirci, des bandes adhésives, et les bouts d'un réveil.
Durant les premières semaines, la police philippine creuse la piste de l'assassinat (du passager fatalement touché Haruki Ikegami), et ne prend pas sérieusement les revendications formulées par le groupe Abou Sayyaf. Ses soupçons se tournent principalement vers les Yakuzas et l'Armée rouge japonaise.
Un incendie dans la chambre d'hôtel de Ramzi Yousef amène les autorités à trouver sur place du matériel pour la fabrication de bombes, ainsi que l'ordinateur portable du principal suspect. Son ordinateur contenait des plans d'explosion d'avions (avec le World Trade Center et le Pentagone comme cibles), des horaires de vol, des manuels de fabrication d'explosifs. Il est arrêté l'année suivante à Islamabad au Pakistan.
Durant son procès deux ans plus tard, Ramzi Yousef assure lui-même sa défense et insinue devant le juge que la bombe a été placée à cet endroit par une autre personne, probablement un membre du personnel de l'aéroport selon lui. Une hôtesse de l'air confirme cependant avoir vu et servi Ramzi Yousef alors qu'il était assis à la place qui explosa par la suite.
Ramzi Yousef affirme qu'il ne pouvait pas se trouver dans l'avion à ce moment-là car il était en détention dans une prison au Pakistan. Les juges affirment cependant détenir les preuves de sa présence aux Philippines.
Le 8 janvier 1998, le juge Kevin Duffy (en) le condamne à la prison à perpétuité sans possibilité de libération conditionnelle pour le meurtre de Haruki Ikegami, le passager du vol Philippine Airlines 434.

## Médias
L'accident a fait l'objet d'un épisode dans la série télé Air Crash nommé « Bombe à bord » (saison 3 - épisode 5 ).